# 緑町 (昭島市)
緑町（みどりちょう）は、東京都昭島市の町名。現行行政地名は緑町一丁目から緑町五丁目。住居表示実施済み区域。

## 地理
昭島市の西部に位置する。北から時計回りに松原町、上川原町、田中町、拝島町及び福生市熊川に隣接する。町内は主に住宅地として利用される。

### 地価
住宅地の地価は、2025年（令和7年）1月1日の公示地価によれば、緑町3-2-16の地点で17万2000円/m2、緑町5-11-10の地点で18万2000円/m2となっている。

## 歴史

### 地名の由来
旧拝島村内の小字に「稲荷林」「森ノ上」「栗ノ沢」「林」「下林」「林ノ上」など、緑に関する地名が多く、これらの周辺地域を昭和56年8月1日の住居表示実施時に「緑町」とした。

## 世帯数と人口
2025年（令和7年）6月1日現在（昭島市発表）の世帯数と人口は以下の通りである。
| 丁目       | 世帯数    | 人口     |
| ---------- | --------- | -------- |
| 緑町一丁目 | 1,056世帯 | 2,257人  |
| 緑町二丁目 | 1,077世帯 | 2,323人  |
| 緑町三丁目 | 1,117世帯 | 2,377人  |
| 緑町四丁目 | 1,423世帯 | 2,904人  |
| 緑町五丁目 | 812世帯   | 1,505人  |
| 計         | 5,485世帯 | 11,366人 |

### 人口の変遷
国勢調査による人口の推移。
| 年                 | 人口   |
| ------------------ | ------ |
| 1995年（平成7年）  | 10,517 |
| 2000年（平成12年） | 10,243 |
| 2005年（平成17年） | 10,302 |
| 2010年（平成22年） | 10,487 |
| 2015年（平成27年） | 10,823 |
| 2020年（令和2年）  | 11,213 |

### 世帯数の変遷
国勢調査による世帯数の推移。
| 年                 | 世帯数 |
| ------------------ | ------ |
| 1995年（平成7年）  | 3,987  |
| 2000年（平成12年） | 4,022  |
| 2005年（平成17年） | 4,246  |
| 2010年（平成22年） | 4,437  |
| 2015年（平成27年） | 4,665  |
| 2020年（令和2年）  | 5,107  |

## 学区
市立小・中学校に通う場合、学区は以下の通りとなる（2024年8月時点）。
| 丁目       | 番地                                          | 小学校                 | 中学校             |
| ---------- | --------------------------------------------- | ---------------------- | ------------------ |
| 緑町一丁目 | 4番6〜17号 8〜13番                            | 昭島市立拝島第一小学校 | 昭島市立拝島中学校 |
| 緑町一丁目 | 1〜3番 4番1〜5・18〜25号 5〜7番、14〜21番     | 昭島市立拝島第三小学校 | 昭島市立拝島中学校 |
| 緑町二丁目 | 1〜11番 14番1〜3・22〜33号 15〜18番、24〜30番 | 昭島市立拝島第三小学校 | 昭島市立拝島中学校 |
| 緑町二丁目 | 12〜13番 14番4〜21号 19〜23番                 | 昭島市立拝島第一小学校 | 昭島市立拝島中学校 |
| 緑町三丁目 | 全域                                          | 昭島市立拝島第一小学校 | 昭島市立拝島中学校 |
| 緑町四丁目 | 全域                                          | 昭島市立拝島第三小学校 | 昭島市立拝島中学校 |
| 緑町五丁目 | 全域                                          | 昭島市立拝島第三小学校 | 昭島市立拝島中学校 |

## 交通
鉄道
- 東日本旅客鉄道（JR東日本）
  - 八高線が東端を通っているが、駅はない。最寄駅は拝島駅

道路
- 国道16号（東京環状）
- 東京都道29号立川青梅線（新奥多摩街道）

## 事業所
2021年（令和3年）現在の経済センサス調査による事業所数と従業員数は以下の通りである。
| 丁目       | 事業所数  | 従業員数 |
| ---------- | --------- | -------- |
| 緑町一丁目 | 42事業所  | 298人    |
| 緑町二丁目 | 31事業所  | 217人    |
| 緑町三丁目 | 49事業所  | 414人    |
| 緑町四丁目 | 60事業所  | 326人    |
| 緑町五丁目 | 25事業所  | 144人    |
| 計         | 207事業所 | 1,399人  |

### 事業者数の変遷
経済センサスによる事業所数の推移。
| 年                 | 事業者数 |
| ------------------ | -------- |
| 2016年（平成28年） | 239      |
| 2021年（令和3年）  | 207      |

### 従業員数の変遷
経済センサスによる従業員数の推移。
| 年                 | 従業員数 |
| ------------------ | -------- |
| 2016年（平成28年） | 1,382    |
| 2021年（令和3年）  | 1,399    |

## 施設
- 昭島市立拝島中学校
- 東京都立多摩工科高等学校（住所は福生市大字熊川だが、敷地の一部が昭島市緑町五丁目にまたがっている）

## その他

### 日本郵便
- 郵便番号 : 196-0004[2]（集配局 : 昭島郵便局[14]）。